# Ракитово (община)
Ракитово (болг. Община Ракитово) — община в Болгарии. Входит в состав Пазарджикской области. Население составляет 16 444 человека (на 21.07.05 г.).
Административный центр общины в городе Ракитово. Кмет общины Ракитово — Ангел Димитров Говедарски по результатам выборов в правление общины 2007 года.

## Состав общины
В состав общины входят следующие населённые пункты:
1. Дорково
2. Костандово
3. Ракитово

## Достопримечательности
На территории общины расположен биосферный резерват «Мантарица», пещера «Лепеница», средневековая крепость «Цепина».